# 20. Waffen-Grenadier-Division der SS (estnische Nr. 1)

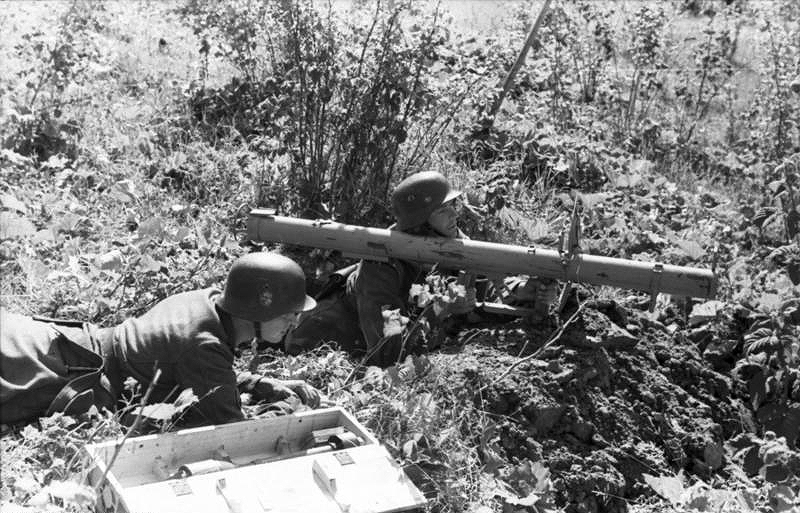
Estniska SS-soldater från 20. Waffen-Grenadier-Division der SS med Panzerschreck, augusti 1944.

20. Waffen-Grenadier-Division der SS (estnische Nr. 1) var en tysk Waffen-SS infanteridivision under andra världskriget.

## Tillkomst
Efter det tyska erövringen av Estland under inledningen av Operation Barbarossa började 18. Armee sätta upp lokala mindre säkerhetsförband Sicherungs-Abteilungen som i augusti 1941 hade sammanförts i sex stycken Sicherungs-Bataillone på vardera 700 man som användes för vakttjänst och partisanbekämpning bakom fronten. Den tidigare sovjetiska ockupationen gjorde att tyskarna sågs som befriare och tillgången på frivilliga var god, och i mars 1942 fanns 16 bataljoner med totalt 10 000 estländare i Wehrmachts tjänst.
I augusti 1941 började också den tyska polisen att sätta upp säkerhetsstyrkor i form av Schutzmannschaft-Bataillone och i oktober 1942 så tjänstgjorde 5 400 estländare i 14 bataljoner tillsammans med 5 100 civila poliser.
Det tidigare sovjetiska förtrycket under införlivandet av Estland i Sovjetunionen 1940 och den goda tillströmningen av frivilliga till tysk tjänst gjorde att SS såg Estland som ett lovande rekryteringsområde. Den 28 augusti 1942 meddelade Waffen-SS sina planer på att sätta upp en estländsk frivillig legion (Estnische SS Legion). Vid årets slut fanns 1 280 man under utbildning vid utbildningslägret Heidelager utanför Dębica i Polen. I mars 1943 avskiljdes en bataljon ur legionen (Freiwillige-Bataillon Narwa) och överfördes till 5. SS-Panzer-Division Wiking där den ersatte en finländsk frivilligbataljon som drogs tillbaka till Finland. För att snabba på utökningen legionen så kallade man in 12 000 värnpliktiga i mars 1943 från alla estländska män födda 1919-1924, av vilka legionen tillfördes 5 300 män. Från maj 1943 utökades legionen till Estnische SS-Freiwilligen-Brigade.

## Historia
I januari 1944 började brigaden att utökas till en fullvärdig division samtidigt som förbandet deltog i striderna kring Narva vilket gjorde att utökningen tog tid. I maj 1944 saknade divisionen 5 000 man och drogs bort från frontlinjen för att förstärkas, och i juli hade divisionen åter full styrka. I september 1944 evakuerades resterna av divisionen tillsammans med övriga tyska styrkor från Estland, sedan delar av manskapet hade lösts från sina tjänstgöringskontrakt eller hade deserterat. Divisionen återuppbyggdes vid utbildningslägret Neuhammer nära Bunzlau i Schlesien och återanvände till fronten som en del av XI. Armeekorps. I samband med Wisła-Oder-operationen pressades divisionen tillbaka och decimerades så kraftigt att förbandet inte längre benämndes som division utan Kampfgruppe. Efter Pragoffensiven kapitulerade delar av förbandet till allierade styrkor och huvuddelen till sovjetiska styrkor.

### Benämningar
- Estnische SS-Legion  	(okt 1942 - maj 1943)
- Estnische SS-Freiwilligen-Brigade  	(maj 1943 – okt 1943)
- 3. Estnische SS-Freiwilligen-Brigade  	(okt 1943 - jan 1944)
- 20. Estnische SS-Freiwilligen-Division  	(jan 1944 - maj 1944)
- 20. Waffen-Grenadier-Division der SS (estnische Nr. 1)  	(maj 1944 - maj 1945)

## Organisation
- Waffen-Grenadier Regiment der SS 45 “Estland” (estnische nr. 1)
- Waffen-Grenadier Regiment der SS 46 (estnische nr. 2)
- Waffen-Grenadier Regiment der SS 47(estnische nr. 3)
- Waffen-Artillerie Regiment der SS 20  Artilleriregemente
- SS-Waffen Füsilier Batallion 20 Spaningsbataljon
- SS-Waffen Pionere Batallion 20 Ingenjörsbataljon
- SS-Feldersatz Batallion 20 Fältdepåbataljon
- SS-Waffen Nachrichten Abteilung 20 Signalbataljon
- SS-Ausbildungs- und Ersatz Regiment 20 Utbildningsregemente

## Chefer
- SS-Obersturmbannführer (fr.o.m. 24 jan 1944 SS-Brigadeführer) Franz Augsberger 20.10 1942 – 19.3 1945 (stupad)
- SS-Brigadeführer Berthold Maack 20.3 1945 – 8.5 1945